# ルイジ・ピランデルロ
ルイジ・ピランデルロ（Luigi Pirandello, 1867年6月28日 - 1936年12月10日）は、20世紀のイタリアの劇作家、小説家、詩人。1934年のノーベル文学賞受賞者である。ルイージ・ピランデッロとも表記される。

## 略歴
ピランデルロは、シチリア島アグリジェント郊外の小村カオス（Caos）で生まれた。父ステファノ（Stefano）は硫黄産業に従事する裕福な家系の出身。母カテリナ・リッチ・グラミット（Caterina Ricci Gramitto）もまた裕福で、アグリジェントのブルジョワ階級の家系の子孫であった。
自宅で初等教育を受け、1880年に移住したパレルモの高等学校に通った後、1885年、ローマ大学に入学。ところが教師との衝突により、ドイツのボン大学へ転校する。ここでは言語学を専攻し、哲学の学位を得る。ゲーテの『ローマ悲歌』の翻訳をたずさえイタリアに戻ったピランデルロは、文学で生活していこうと考える。
1894年、父親の紹介により、彼の商売仲間の娘、アントニエッタ・ポルトゥラーノ（Antonietta Portulano）と結婚。妻は修道院で教育を受けたおとなしい娘であったが、ピランデルロとは全く面識がなかった。ローマに移住し、二人の息子と一人の娘をもうけた。
1904年、硫黄鉱山が洪水に見舞われ父親が破産する。結婚持参金の多くを投資していたアントニエッタも精神錯乱を起こす。ピランデルロはローマの女子高等学校で文学教師として働いたが、家庭ではしばしば理不尽な狂気の発作を起こす妻に対して、常にもう一人の自分を用意しておかなくてはならなかった(妻は精神病院に入院し、1959年に他界)。
1914年、第一次世界大戦勃発。ピランデルロの二人の息子も戦場へ行ったが、長男はオーストリア軍の捕虜となり、次男は戦線で疫病にかかった。一人娘は自殺未遂事件を起こす。終戦後、息子たちは無事帰還する。
1915年、母が死去。終戦後、演劇に興味を持ったピランデルロは戯曲を発表。評判が良く有名になっていく。1921年、代表作『作者を探す六人の登場人物』発表。
1925年、長男がローマに芸術座を設立。ピランデルロはこの指導者となる。ローマを近代劇の中心部にしようと運動を起こす。ヨーロッパ、アメリカ、南米などにも巡業をするが、商業的には失敗し、芸術座は1929年に解散した。
1934年、ノーベル文学賞受賞。
1936年12月19日、ローマで死去。69歳。

## 作品リスト
戯曲
- 『万力』（La Morsa, 1910年）

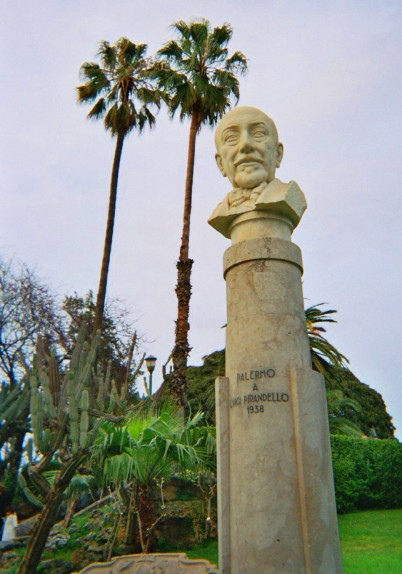
パレルモの公園にある胸像

- 『シチリアのレモンの木』（Lumie di Sicilia, 1910年）
- 『医師の義務』（Il Dovere del medico, 1913年）
- 『他人の理由』（Se non cosi, 1915年）
- 『考えろ、ジャコミーノ！』（Pensaci, Giacomino!, 1916年）
- 『リオラ』（Liolà, 1916年）
- 『御意にまかす』（Così è (se vi pare), 1917年）
- 『シナの帽子』（Il berretto a sonagli, 1917年）
- 『瓶』（La Giara, 1917年）
- 『名誉の悦び』（Il Piacere dell'onestà, 1917年）
- 『だがそれはたいしたことじゃない』（Ma non e una cosa seria, 1918年）
- 『団体競技』（Il Giuoco delle parti, 1918年）
- 『接ぎ木』（L'innesto, 1919年）
- 『免状所有者』（La patente, 1919年）
- 『人間と野獣と美徳と』（L'uomo, La bestia e la virtù, 1919年）
- 『すべて前よりよし』（Tutto per bene, 1920年）
- 『前と同じで、前よりよし』（Come prima, meglio di prima, 1920年）
- 『チェチェ』（Cecè, 1920年）
- 『二人のモルリ夫人』（La Signora Morli, una e due, 1920年）
- 『作者を探す六人の登場人物』（Sei Personaggi in cerca d'autore, 1921年）
- 『エンリコ四世 (戯曲)』（Enrico IV, 1922年）
- 『門の中』（All'uscita, 1922年）
- 『馬鹿』（L'imbecille, 1922年）
- 『裸に着物を着せる』（Vestire gli ignudi, 1922年）
- 『口もとの花』（L'uomo dal Fiore in Bocca, 1923年）
- 『私が与えた人生』（La Vita che ti diedi, 1923年）
- 『もう一人の息子』（L'altro figlio, 1923年）
- 『各人各説』（Ciascuno a suo modo, 1924年）
- 『船主への捧げもの』（Sagra del Signore della nave, 1925年）
- 『ダイアナとトゥーダ』（Diana e la Tuda, 1927年）
- 『女性の友』（L'amica delle mogli, 1927年）
- 『ベルラヴィータ』（Bellavita, 1927年）
- 『新しき植民地』（La Nuova colonia, 1928年）
- 『いちかばちか』（O di uno o di nessuno, 1929年）
- 『癩』（Lazzaro, 1929年）
- 『未知の女』（Come tu mi vuoi, 1930年）
- 『本日は即興劇を』（Questa sera si recita a soggetto, 1930年）
- 『発見』（Trovarsi, 1932年）
- 『人がだれかであるとき』（Quando si è qualcuno, 1933年）
- 『とりかえられた子供の物語』（La favola del figlio cambiato, 1934年）
- 『なんだか分からぬ』（Non si sa come, 1933年）
- 『多分夢かもしれない』（Sogno (ma forse no), 1936年）
- 『山の巨人たち』（I Giganti della montagna, 1937年） （未完の絶筆）

小説
- 『生きていたパスカル』（又は『故マッティーア・パスカル』（Il fu Mattia Pascal, 1904年）

詩集
- Mal Giocondo
- Pasqua di Gea
- Elegie romane di Goethe
- Elegie Renane
- La Zampogna
- Fuori di Chiave
- Poemetti
- Scamandro
- Poesie varie

## 参考資料
- 『ピランデルロ名作集』 岩田豊雄・内村直也・中田耕治・梅田晴夫ほか訳・解説、白水社、1958年、重刷多数

### 日本語訳
- 六人の登場人物 本田満津二訳 金星堂,1924 先駆芸術叢書
- みんな尤もだ 合唱的な幕合劇のある二幕或は三幕の喜劇 北村喜八訳 原始社 1925
- 夫の家出(佐藤雪夫訳) 世界短篇小説大系 南欧及北欧篇 近代社,1926
- ヘンリイ四世 本田満津二訳 世界近代劇叢書 第4輯.金星堂,1927
- 生るパスカル 寺島長門訳 至玄社,1928
- 近代劇全集 第35巻.第一書房,1928 御意にまかす 作者を探がす六人の登場人物(岩田豊雄訳)
- 世界戯曲全集 第38巻(伊太利篇 2) 世界戯曲全集刊行会,1929

作者を探す六人の登場人場(岩崎純孝訳)ヘンリイ四世(佐藤雪男訳) みんな尤もだ(北村喜八訳) 莫迦(高橋邦太郎訳) シチリアのしなの木の実(長谷川牧夫訳)
- 新撰映画脚本集 下巻 往来社,1930 作者を探す六人の登場人物(佐々木能理男訳)
- 死せるパスカル 岩崎純孝訳 世界文学全集 新潮社,1932
- 死人の告白 寺島長門訳 日新書院,1941
- 新しき植民地 岩崎純孝訳 日本出版社,1942 イタリア文化選書
- 二度死んだ男 故マッティーヤ・パスカル 岩崎純孝訳 日本出版社,1942
- 或る映画技師の手記 岩崎純孝訳 今日の問題社,1942 ノーベル賞文学叢書
- ピランデルロ短篇選集 山口清訳 日伊協会,1942
- ピランデルロ名作集 白水社,1958、再版1978ほか

御意にまかす(岩田豊雄訳)、ヘンリイ四世(内村直也訳)
本日は即興劇を(諏訪正訳)、未知の女(中田耕治訳)、各人各説(梅田晴夫訳)
- 山の巨人たち(赤沢寛訳) 現代世界演劇 2 白水社、1971年
- 『ひとりは誰でもなく，また十万人』脇功訳、河出書房新社・今日の海外小説、1972年
- 『旅路 ピランデルロ短篇集』内山寛訳、ハヤカワ文庫、1976年
- 「故マッティーア・パスカル」米川良夫訳、世界文学全集 学習研究社、1978年 
  - 『生きていたパスカル』米川良夫訳、福武文庫、1987年。改訳
- 『ピランデッロ戯曲集』白沢定雄訳、新水社、2000年

1 (あなたがそう思うならば)そのとおり. 考えろ、ジャコミーノ!. リオラ. 大甕. 狂人の帽子.
2 作者を探す六人の登場人物. エンリーコ四世. 今宵は即興で演じます
- 『月を見つけたチャウラ ピランデッロ短篇集』 関口英子訳、光文社古典新訳文庫 2012年。電子書籍も刊
- 『カオス・シチリア物語　ピランデッロ短編集』 白崎容子・尾河直哉訳、白水社 2012年
- 『ピランデッロ戯曲集』斎藤泰弘編訳、水声社 2021-24年

1 役割ごっこ／作者を探す六人の登場人物
2 エンリーコ四世／裸体に衣服を
3 どうしてそうなったのか分からない／山の巨人たち

### 評伝
- ガスパレ・ジュディチェ『ピランデッロ伝』 安保大有訳、尚学社、2001年
- フェデリーコ・ヴィットーレ・ナルデッリ『ピランデッロ　秘密の素顔』 斎藤泰弘訳、水声社、2020年